# 戶姓
戶姓，一個中國漢族姓氏，人數較少。

## 來源
- 1、源自己姓；
- 2、中國夏朝时昆吾，故城在河南许昌，后迁濮阳县，之后有扈姓，后去邑为户氏。

## 名人
- 戶思社，陝西大荔人，第十三屆全國政協委員。

## 外部連結
[在维基数据编辑]
 《欽定古今圖書集成·明倫彙編·氏族典·戶姓部》，出自陈梦雷《古今圖書集成》